# Horváth József (eszperantista)

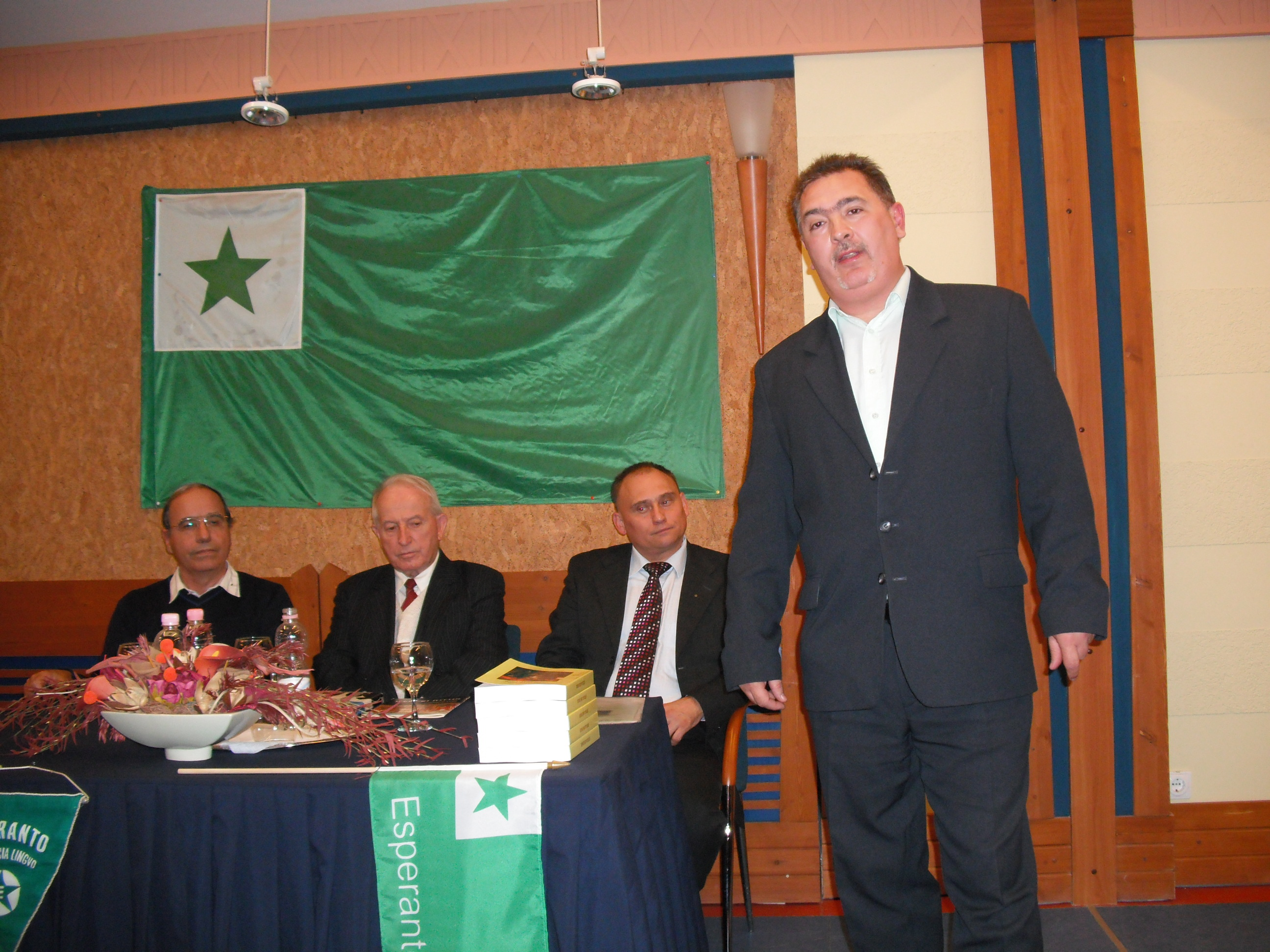
Gárdonyi Géza: Egri csillagok II. eszperantó nyelvű fordításának könyvbemutatója Egerben – 2012

Horváth József (eszperantó: Jozefo Horvath, olasz: Giuseppe Croatini) (Győr, 1949. július 20.) eszperantista, szótárszerkesztő, műfordító, ny. középiskolai tanár. A Magyar Vasutas Eszperantó Egyesület győri szakcsoport elnöke.

## Életútja
1964-ben érettségizett a győri Czuczor Gergely Bencés Gimnáziumban. 1970-1975 között végezte el a Kossuth Lajos Tudományegyetem német és orosz filológia szakát. 1983-1985 között az Eötvös Loránd Tudományegyetemen interlingvisztikai és eszperantológiai tanulmányokat folytatott.

### Családja
1975-ben nősült, felesége Horváth Anikó. Két gyermekük született Roland és Katinka.

### Eszperantó vonatkozású tevékenysége
Az eszperantót tanfolyamokon tanította. Előadásokat tart eszperantóval kapcsolatos témákról. A Magyar Vasutas Eszperantó Egyesület győri szakcsoportjának az elnöke.

#### Műfordítások
Magyar, német, orosz, olasz és nyelveken fordít, többek között Jókai Mór, Mikszáth Kálmán és Sütő András műveit.

#### Szótárszerkesztés
- Fundamento de Esperanto – Az eszperantó nyelv alapjai (ISBN 9077066241 ) – magyar fordítás – 2006
- Bildvortaro en Esperanto – társszerzője a 800 oldalas Eszperantó képszótárnak (Antwerpen: Flandra Esperanto-Ligo ISBN 978-9077066-48-5 ). – 2012
- A La Vortaro – Eszperantó-magyar elektronikus szótár szerkesztője
- EHV Eszperantó-magyar szótár (ISBN 978-963-571-486-5) – 2015
- Szerkesztője a REVO internetes eszperantó szótár magyar részének

#### Nyelvkönyv
- Helen Davies: Kezdők eszperantó nyelvkönyve (magyar adaptáció), Holnap kiadó, 2010 – ISBN 9789633469187
- Jozefo Horváth: 30 nap alatt eszperantóul. Nyelvkönyv, 1979, Kiadta a Magyar Eszperantó szövetség. – ISBN 963-571-032-1

#### Enciklopédia szerkesztés
- Szerkesztője a magyar és eszperantó Wikipédiának

## Műfordításai
- Polgár László: Eduku geniulon! (Nevelj zsenit) –  (ISBN 963 86531 0 8 ) – 1994
- Örkény István: Unuminutaj noveloj (Egyperces novellák) (ISBN 1882251067 ) –  társfordító – 1995
- Dorosmai János: Fabloj kaj aforismoj (Mesék és aforizmák) (ISBN 91-7303-159-3)  –  2002
- Sütő András: Stelo sur brulŝtiparo (Csillag a máglyán) – 2002, Tyresöl – ISBN 91-7303-167-4
- Sütő András: Palmodimanĉo de ĉevalkomercisto (Egy lócsiszár virágvasárnapja) 2002, Tyresöl – ISBN 91-7303-172-0
- Jókai Mór: La du salikoj de Nagyenyed (A nagyenyedi két fűzfa) 2002, Tyresöl – ISBN 91-7303-158-5
- Mikszáth Kálmán: Fraŭlino el oro (Aranykisasszony) 2002, Tyresöl – ISBN 91-7303-171-2
- Mikszáth Kálmán: Makulo tre nigra (Az a fekete folt) 2002, Tyresöl – ISBN 91-7303-170-4
- Carlo Collodi: La aventuroj de Pinokjo (Pinokkjó kalandjai) (ford. olaszból eszperantóra) – ISBN 90 71205 91 6 – 2003, Antwerpen
- Hernádi Gyula: La fortreso (Az erőd)  – kiadatlan
- L.L. Zamenhof: Az eszperantó fundamentuma (Fundamento de Esperanto) (ISBN 9077066241),  – 2006
- Kedves Lóránd: Mondo aŭrora (Hajnalvilág) (elektr. kiadás) – 2009
- Ulrich Matthias: Eszperantó – az egyház új latinja? (Esperanto – la nova latino de la eklezio),  (ISBN 978-963-571-473-5) – 2010
- Gárdonyi Géza: Steloj de Eger (Egri csillagok) –  (ISBN 978-963-571-476-6) – 2012
- Kemény Zsigmond: Vidvino kaj ŝia filino (Özvegy és lánya) –  (ISBN 978-963-571-479-7) – 2014
- Móricz Zsigmond: Estu bona ĝismorte – (Légy jó mindhalálig!) –  (ISBN 978-963-571-484-1) – 2015
- Sigmond István: Konsilo de ateisto (Egy ateista tanácsa)  (ISBN 978-973-7803-20-7) – 2015
- Nanovfszky György: NANO –  (ISBN 978-963-918-927-0) – 2015
- Gárdonyi Géza: Romano de Ida (Ida regénye)  (ISBN 978-963-571-483-4 ) – 2015
- Martin Stuppnig: Home en senhomeco (Menschlich in der Unmenschlichkeit) (németből ford.) – 2016
- Sigmond Júlia és Sen Rodin: A Libzár és a Föld (Libzaro kaj Tero) (ISBN 9789737803351 ) (sci-fi, ford. eszperantóból Vizi Lászlóval együtt) – 2016
- Rideg Sándor: Ekiras la relgardista domo (Indul a bakterház) (ISBN 978-963-571-490-2) – 2016
- Heinrich von Kleist: Kohlhaas  (ISBN 978-1595693563) – 2017
- László Miklós: Parfumejo (Illatszertár) – (vígjáték három felvonásban) (ISBN 978-963-571-492-6) – 2017
- Wacha Balázs: Pri Esperanto kaj koneksaĵoj Az eszperantóról és hasonlókról (szerk.) ISBN 978-963-571-496-4 – 2018
- Trio plaĉas al Dio – (Carlo Goldoni, Friedrich Schiller kaj Szigligeti Ede egy-egy komédiája, olaszból, németről és magyarból ford.) (ISBN 978-963-571-497-1 ) – 2018
- Nemere István: Historio de Hungario (Magyarország története) (ISBN 978-615-00-4035-6, ISBN 978-615-00-4825-3, ISBN 978-615-00-5566-4)
- Matykó Jenő: Prelegoj kaj artikoloj, Előadások és cikkel, Vorträge und Aufsätze (szerk. és ford.) (ISBN 978-615-81479-0-3)
- Matykó Jenő: Biografiaj fragmentoj, Életrajzi részletek (szerk. és ford.) (ISBN 978-615-81479-4-1)
- Nanovfszky György: Vivo, vojo, verkoj (Életem, élményeim, könyveim) ISBN 978-615-01-0858-2)
- Petro De Smedt: Oklingva proverbaro, (Nyolc nyelvű közmondásgyűjtemény, a magyar és orosz nyelvű rész szerk.) ISBN 968-90-77066-68-3) – 2020, Antwerpen
- Salga Attila: Esperiganto (Reménygyújtogató) – ISBN 978-963-571-499-5 – 2020
- Raymond Schwartz: Mint a folyó vize (Kiel akvo de l' rivero) – kiadatlan

## Díjak, elismerések
- Pro Esperanto Memordiplomo – 2020

## Társasági tagság
- Eszperantó Világszövetség – 2010
- Magyar Vasutas Eszperantó Egyesület győri szakcsoport – 2010
- Magyarországi Eszperantó Szövetség (MESZ) – 1965

## Fordítás
- Ez a szócikk részben vagy egészben  a   Jozefo Horváth című eszperantó Wikipédia-szócikk ezen változatának fordításán alapul.  Az eredeti cikk szerkesztőit annak laptörténete sorolja fel. Ez a jelzés csupán a megfogalmazás eredetét és a szerzői jogokat jelzi, nem szolgál a cikkben szereplő információk forrásmegjelöléseként.